# Diritti LGBT a Nauru
L'omosessualità è legale nel paese dal 2016, ma non esistono né protezioni contro la discriminazione contro le persone LGBT né alcuna tutela per le coppie formate da persone dello stesso sesso.

## Storia
L'omosessualità fu criminalizzata nel 1921, quando l'isola adottò il Codice penale del Queensland (del 1899), che venne mantenuto in seguito all'indipendenza dello stato di Nauru nel 1968.
Nel gennaio 2011 Mathew Batsiua, ministro della salute, della giustizia e dello sport dichiarò che la depenalizzazione dell'"attività omosessuale tra adulti consenzienti" era "sotto esame attivo dell'esecutivo". Nell'ottobre 2011 il governo si impegnò a depenalizzare l'omosessualità.
Nel maggio 2016 il Parlamento di Nauru approvò la riforma del diritto penale del 2016 che abrogò il codice penale del 1899 e, di conseguenza, legalizzò l'attività sessuale tra persone (consenzienti) dello stesso sesso.
L'età del consenso tra i rapporti eterosessuali e quelli omosessuali fu, dopo la legalizzazione di questi ultimi, immediatamente equiparata.

## Tabella riassuntiva
| Depenalizzazione dell'omosessualità                                                                           | (dal 30 maggio 2016) |
| Uguale età del consenso rispetto agli eterosessuali                                                           | (dal 30 maggio 2016) |
| Divieto di discriminazione nel posto di lavoro                                                                | No                   |
| Divieto di discriminazione nella fornitura di beni e servizi                                                  | No                   |
| Leggi anti-discriminazione in tutti gli altri settori (inclusa discriminazione diretta ed espressioni d'odio) | No                   |
| Matrimonio egualitario                                                                                        | No                   |
| Unione civile                                                                                                 | No                   |
| Step-child adoption                                                                                           | No                   |
| Adozione congiunta per le coppie dello stesso sesso                                                           | No                   |
| Diritto per le persone LGBT di poter servire nelle forze armate                                               | Non ha un esercito   |
| Diritto di cambiare genere legale                                                                             | No                   |
| Maternità surrogata per le coppie omosessuali                                                                 | No                   |
| Accesso alla fecondazione in vitro per le lesbiche                                                            | No                   |
| Permesso di donare il sangue                                                                                  | No                   |